# Ibrahim al-Istiwani
Ibrahim al-Istiwani (auch Istuani, arabisch إبراهيم اسطواني, DMG Ibrāhīm al-Isṭiwānī; * 1906 in Damaskus; † 20. Jahrhundert) war ein syrischer Diplomat.

## Werdegang
Ibrahim al-Istiwani war mit Amar al-Istiwani verheiratet. Er studierte Wirtschaftswissenschaften und Rechtswissenschaften in Wien und Damaskus. Auf Anregung des Konsuls des Deutschen Reichs in Damaskus, Ferdinand Sailer, wurde 1935 ein Verband ehemaliger Studenten deutscher Universitäten gegründet, zu deren Gründungsmitglieder Istiwani neben Saïd Abdul Fattāh al-Imām gehörte; mit diesem sandte er am 20. April 1937 ein Geburtstagstelegramm an die NSDAP/AO Beirut.
Von 1935 bis März 1938 war er Honorarkanzler beim österreichischen Honorarkonsul Ernst Gutmann in Damaskus. Im Juni 1938 wurde er auf Vorschlag des syrischen Ministerpräsidenten Dschamil Mardam Bey als Handelsattaché an die französische Botschaft in Berlin gesandt. In einem Telegramm an das Auswärtige Amt bat Rudolf Rahn sich dafür einzusetzen, dass Personen, zu welchen Istiwani gehörte, die Erlaubnis zur Einreise in die Türkei erhielten. 1947 wurde er zum Vizepräsidenten einer Konferenz der internationalen Arbeitsorganisation in Istanbul gewählt.
Von 1950 bis Oktober 1952 war er syrischer Generalkonsul in Köln. Am 15. Mai 1952 schlug er Theodor Kordt vor, Entschädigungsleistungen aus dem Luxemburger Abkommen durch ein Gremium der Vereinten Nationen von Entschädigungen für das palästinensische Flüchtlingsproblem abhängig zu machen. Von Oktober 1952 bis 1953 war er außerordentlicher Gesandter und Ministre plénipotentiaire der Republik Syrien in Bad Godesberg und wurde 1953 zum Staatssekretär im syrischen Außenministerium ernannt. Von 1956 bis 1958 war er Botschafter in Bonn. Von 1958 bis zum 4. Oktober 1961 war er Botschafter der Vereinigten Arabischen Republik in Buenos Aires.
Ab 31. August 1962 war er wieder Botschafter der Arabischen Republik Syrien in Bonn.
Die Regierung Erhard nahm mit einem Notenwechsel am 12. Mai 1965 diplomatische Beziehungen mit der Regierung von Levi Eschkol auf, worauf al-Istiwani, am 13. Mai 1965 die Beziehungen einstellte.

## Ehrungen
- 1953: Großkreuz des Verdienstordens der Bundesrepublik Deutschland